# Saab 900
El Saab 900 es un automóvil producido por la empresa sueca Saab, comercializado desde 1978 hasta 1994 en su versión clásica, y desde 1994 a 1998 en su segunda generación. Heredero del Saab 90, se convirtió en un modelo de éxito gracias a su inconfundible silueta y fiables motorizaciones, éxito reforzado por sus versiones turbo y cabriolet.

## Primera generación
Aunque está basado en el chasis del Saab 99, el Saab 900 es más largo. Con un {\displaystyle C_{x}} de 0.34, estaba disponible en carrocerías de 2, 3, 4 y 5 puertas, con o sin turbo a baja o alta presión, y ofrecía una versión cabriolet que obtuvo un gran éxito comercial. La producción total de la primera generación alcanzó las 908 817 unidades. Se produjo una serie especial denominada "Ediciones Conmemorativas" en una versión turbo cupé de 3 puertas para Norteamérica, clásica de 1993 y 1994, con 314 unidades.

### Diseño

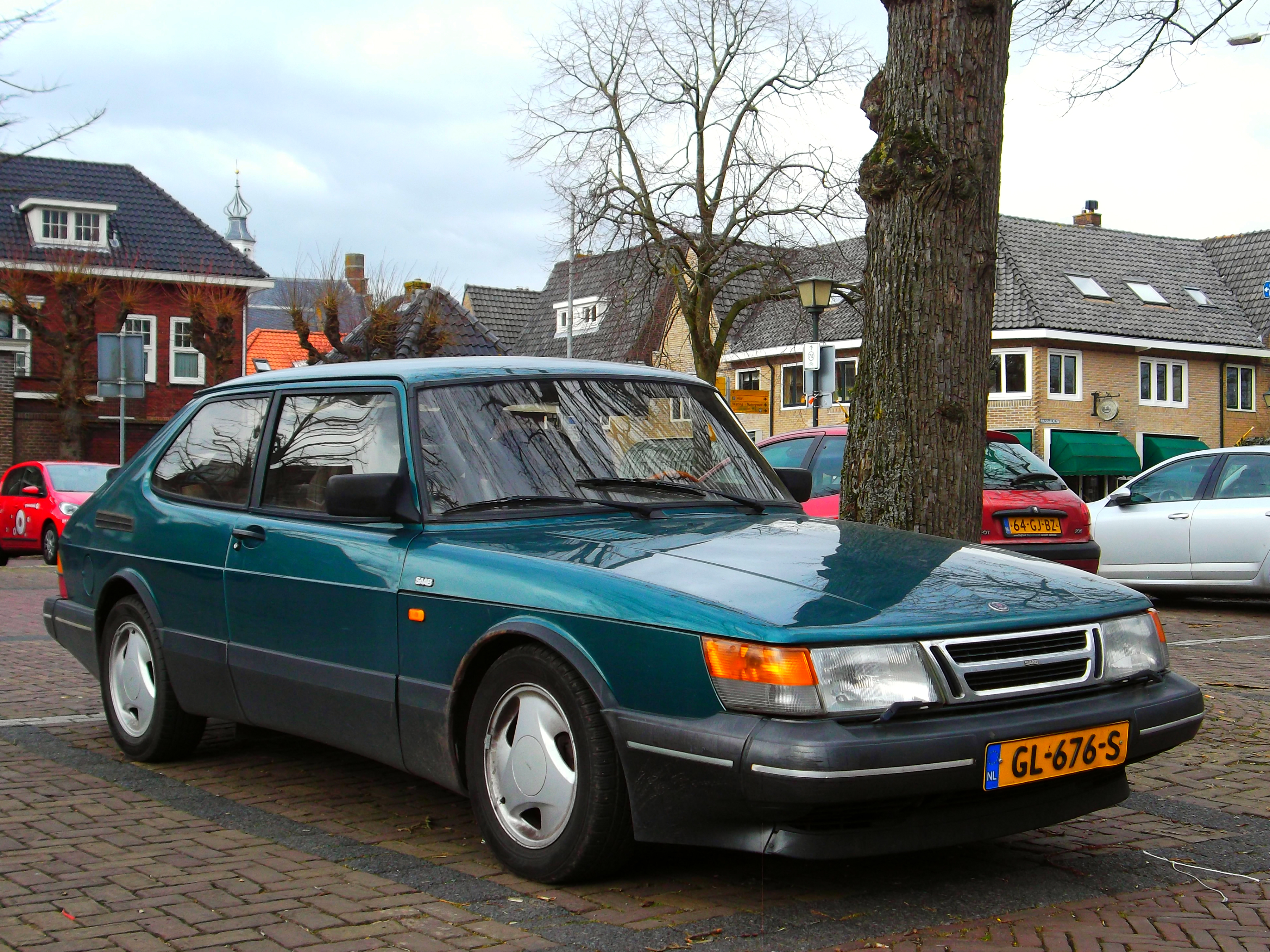
Saab 900 Turbo 16

Bajo la dirección del diseñador Björn Envall, el Saab 900 fue concebido desde una perspectiva principalmente ergonómica y funcional. Superficies de la carrocería que facilitaban la limpieza de la nieve, botones de control accesibles a las manos con guantes, campo visual ampliado, consola orientada hacia el conductor, maletero gigantesco apto para objetos voluminosos, hasta los pictogramas de los controles: todo se diseñó para proporcionar la máxima facilidad de uso para el conductor y mejorar la seguridad. Los pilares reforzados impidieron que el techo colapsara en caso de un vuelco, el grosor del acero había sido diseñado para soportar un impacto con el vehículo lanzado (algo posible en las carreteras rurales suecas).
La principal característica de diseño del Saab 900 era su parte trasera inclinada, que le daba un lejano parecido con el Porsche 911. El vehículo se distinguía por el habitual aspecto de los coches suecos, con imponentes parachoques, limpiaparabrisas y un panel trasero grueso que le confería un aspecto de gran seguridad y muy original. La parrilla cromada dividida en cuatro aberturas, que vendrá poco después, será obra de Aribert Vahlenbreder. El conjunto emanaba una estética singular, reconocible por el parabrisas muy redondeado y ligeramente inclinado colocado sobre un capó largo y plano que cubría los guardabarros, y que se abría deslizándose hacia adelante justo antes de inclinarse verticalmente. Esta estética daba forma a un automóvil distintivo, con un estilo inusual en comparación con los automóviles de su época. El Saab 900 es considerado por muchos estetas como una forma mítica en la historia del diseño industrial.
El diseño del Saab 900 se adaptó con pequeños cambios en agosto de 1987. La parte delantera del automóvil era más afilada, aunque la estructura fundamental permanecía sin cambios. Solo se renovaron la parrilla, los faros y los parachoques. Debido al modesto tamaño del cambio, Saab mantuvo el mismo chasis hasta el final de la producción. En 1987, el 900 pasó a utilizar la misma rodadura y frenos que el 9000, y el freno de mano continuó actuando solo sobre las ruedas delanteras.

### Motores
Algunas versiones del 900:
- GL (simplemente con la insignia 900 de 1985), 100 CV DIN (74 kW) con un solo carburador
- GL, 108 CV DIN (79,5 kW) con carburador doble, 110 CV DIN
- GLi (solo i de 1985), 8 válvulas, 118 CV DIN (87 kW) con inyección (1979-1989)
- Inyección 16 válvulas, 133 CV DIN (1989-1994)
- Turbo, 8 válvulas, 145 CV luego, con la adición de un intercooler, 155 CV DIN
- Turbo, 16 válvulas, 175 CV DIN
- S (ecopower en Italia), 16 válvulas, turbo de baja presión, 145 CV DIN (155 CV con la adición de un intercooler)
- Turbo S, 16 válvulas, 185 CV DIN

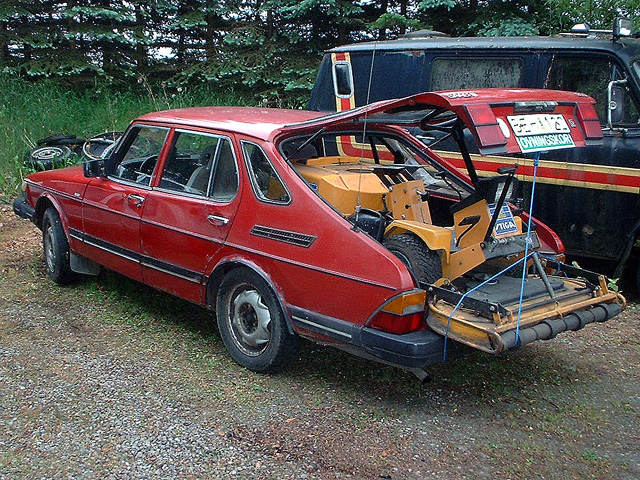
Saab 900 combi 5 puertas

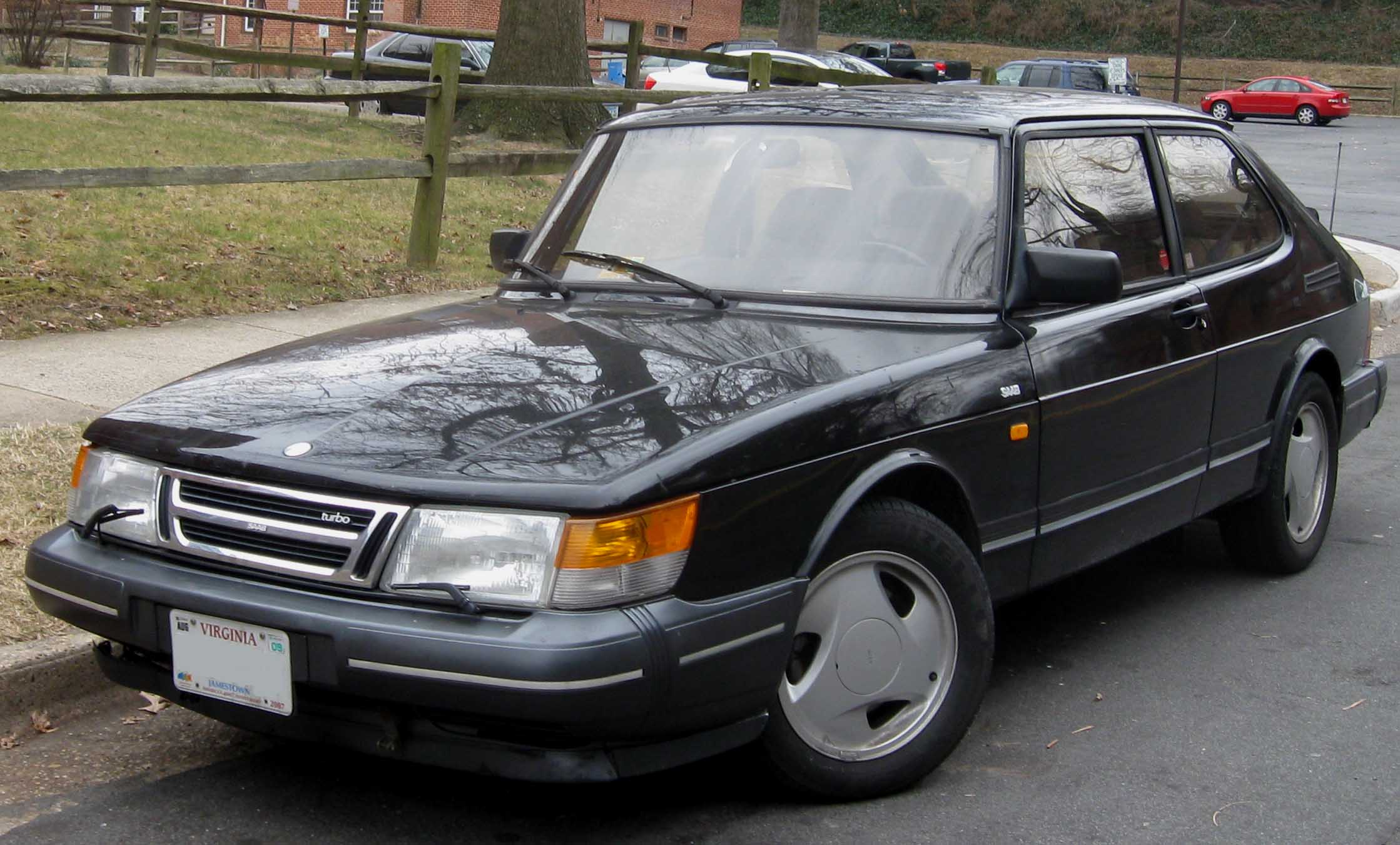
Saab 900 Turbo

Saab lanzó su motor turbo en 1977 con el 99 Turbo, con el motor B desarrollado a partir del slant-4 diseñado para Saab por Triumph. Este duradero motor se utilizó para las primeras 900 unidades turbo, lo que convirtió a Saab en una marca famosa en los mercados extranjeros.
El motor B luego se benefició de las mejoras para convertirse en el "motor H". Lanzado en 1981 con la designación B201, se mantuvo en producción hasta 2008 con el B205 BioPower. El motor H era muy resistente, y gracias a un sistema de gestión del motor bastante estandarizado se podía potenciar fácilmente hasta alcanzar 200 ch (147 kW), o con algunas modificaciones adicionales a alrededor de 250 ch (184 kW). Saab utilizó la mecánica de inyección continua K-Jetronic de Bosch en las versiones turbo-inyección de 8 válvulas. En las versiones de 16 válvulas se utilizaron Bosch LH 2.2, 2.4 y sistemas de inyección eléctricos de Lucas Automotive.
El motor estaba disponible en las siguientes versiones:
- 2.0 L B201 atmosférico, 8 válvulas, 118 CV DIN
- 2.0 L B201 turbo, 8 válvulas, 145 CV DIN (107 kW)
- 2.0 L B202 atmosférico, 16 válvulas, 133 CV DIN
- 2.0 L B201 con intercooler, 8 válvulas, 155 CV DIN (114 kW)
- 2.0 L B202 turbo de baja presión de 16 válvulas, 141 CV DIN (104 kW)
- 2.0 L B202 turbo de alta presión de 16 válvulas, 160 CV DIN (118 kW)
- 2.0 L B202 16 válvulas turbo de alta presión, 175 CV DIN (130 kW) - carcasa negra
- 2.0 L B202 turbo de alta presión de 16 válvulas, DIN de 185 CV (138 kW) - carcasa roja
- 2.1 L B212 con admisión ampliada, 16 válvulas, 140 CV DIN (103 kW) - se vendió solo en ciertos mercados (como EE. UU. por razones fiscales o Bélgica)

La gran diferencia en comparación con los competidores de 1982 estaba en el desarrollo y uso del "Control automático de rendimiento" (APC). Este sistema electrónico hizo posible utilizar toda la potencia desarrollada por el turbo sin arriesgarse a sufrir el fenómeno del picado de bielas, permitiendo una relación de compresión de 9:1 en lugar de la anterior de 7.2:1. Un sensor piezoeléctrico integrado en el bloque motor detecta el riesgo; el módulo de control electrónico ordenaba entonces la apertura de una válvula de alivio (wastegate) para desviar parte de los gases de escape destinados a la turbina directamente al colector de escape. Este sistema permitió el uso de índices de octanaje más bajos y también hizo que el uso del turbo fuera más seguro para el motor. Los 900 Aero y Carlsson tenían un controlador APC especial, con una carcasa roja característica, que proporcionaba una sobrealimentación muy mejorada.
Saab utilizó por primera vez el turbo Garrett Systems T3, refrigerado por aceite, que fue reemplazado ya en 1988 por una versión refrigerada por agua. Desde 1990 Saab instalará el turbo Mitsubishi TE-05, también refrigerado por agua. Su pequeño tamaño y el diseño más eficiente de las palas acentuaron su capacidad de reacción gracias a una menor inercia. El TE-05 respondía así más rápidamente al pedal del acelerador gracias a una mayor sensibilidad al flujo de los gases de escape, ofreciendo una presurización rápida, que proporcionaba un par significativo en velocidades intermedias. El enfriamiento por agua también hizo que estos sistemas fueran más resistentes.

### Versiones especiales
- Enduro

Saab Australia ensambló una versión especial del 900 Turbo. Denominado 900 Enduro, solo se produjeron 12 unidades. Esta versión se diferenciaba por pasos de rueda muy ensanchados, instrumentos de a bordo adicionales (presión de aceite, pérdidas de corriente de la batería) montados en el lugar normalmente reservado para la radio, suspensiones mejoradas y ruedas más grandes. Para aumentar el rendimiento, la wastegate se configuró a 1,2 bar y la inyección de agua se instaló de serie.
- GT Aero

La última versión, fabricada a partir de la primavera de 1993. Se construyeron 70 ejemplares para Francia, pero también se produjo para otros países (por ejemplo, unas cincuenta unidades para Alemania, que se llamaba Last Edition, con opciones o accesorios específicos para cada país). La mayoría de los vehículos franceses están numerados por un proveedor de servicios de Saab France antes de la entrega (placa plateada pegada en el tablero). Algunos Aero 900 GT franceses no están numerados debido a la pérdida o no fijación de la placa desde el origen. El GT Aero utilizaba la mecánica del turbo 16S con la caja roja y el regulador de 3 barras para llevar la potencia a 185 CV. Disponía de chasis rebajado, suspensiones endurecidas, una pintura exclusivamente en color negro 170, control de crucero y aire acondicionado. También contaba con una tapicería de cuero "bimaterial" en los lados y en el centro de los asientos y respaldos una tela de lana suministrada por el diseñador italiano Ermenegildo Zegna. Montaba llantas asimétricas de 5.5" de color gris oscuro con borde pulido.
| País         | Modelo               | Unidades |
| ------------ | -------------------- | -------- |
| Francia      | 900 GT Aero          | 70       |
| Alemania     | 900 Last Run Edition | 51       |
| Países Bajos | TSR U9               | 35       |
| Bélgica      | 900 GT               | 10       |
| España       | 900 GT               | 7        |
| Italia       | 900 GT               | 30       |
| Turquía      | 900 GT               | 1        |

TOTAL: 204 copias para Europa
Ni uno más producido, todos se hicieron de enero a febrero de 1993.
Aero
El nivel de equipamiento Aero incluía, dependiendo del mercado al que estaba destinado, el kit de carrocería Aero, suspensión deportiva y amortiguadores, un motor turbo de 16 válvulas y 175 CV (130 kW), en su mayoría asientos de cuero y aire acondicionado. Todas estas opciones también se podían pedir por separado.
- 900 I 16 EIA

Una versión deportiva específica para Francia fue desarrollada entre 1989 y 1990 por SAAB France con la ayuda del preparador EIA Moteurs, que también está en el origen de los desarrollos mecánicos de la unidad PRV instalada en el GT de la marca Venturi.
En una preparación atmosférica sobre la base del B202, la unidad desarrollaba sin recurrir al turbo una potencia de 158 CV, rendimiento logrado mediante la optimización de la parte superior del motor (válvulas y árboles de levas), el ensanchamiento de los conductos de admisión, modificación de la presión de inyección e inyectores. La caja de cambios se volvió a mejorar.
Estos trabajos llevaron al 900 I 16 EIA al nivel de competidores ilustres de su época, como el Peugeot 405 MI 16 e incluso del BMW M3 E30, al que superaba en determinadas pruebas de rendimiento. Con menos de 100 unidades producidas, el SAAB 900 I EIA sigue siendo un modelo con aspectos reservados. La distinción "EIA" solo se puede apreciar a través de la apertura del capó, donde solo las mangueras de aviación en colores específicos, y la tapa de la culata con el logotipo del preparador, reflejan la ascendencia del automóvil. Estéticamente, solo la entrada de aire del Turbo en el capó junto con el monograma 900 I 16 en el maletero permitían reconocer al 900I 16 EIA.
- Finlandia[5]

En la fábrica de  Valmet en Finlandia se desarrolló y se produjo entre 1978 y 1981 una versión más amplia, denominada Finlandia y luego 900 CD, con el fin de ofrecer un vehículo espacioso y cómodo a los empresarios. Si primero se ensamblaron 20 unidades a partir de la base del Saab 99, rápidamente se adoptó la base del Saab 900 de 1979. Al beneficiarse de más de 20 cm que la versión estándar, tras el aumento de 10 cm entre las puertas, solo los asientos traseros se beneficiaron del incremento de espacio. El acabado de alta gama presentaba un interior de cuero, luces de lectura, cortinas traseras, reposapiés y un teléfono para el automóvil. Algunos modelos ofrecían la particularidad de tener, en lugar de un banco central, asientos traseros compuestos por dos asientos delanteros separados por un enorme reposabrazos central.
El 900 Finlandia se produjo con 99 ejemplares entre 1979 y 1980, y el 900 CD alcanzó las 486 copias entre 1981 y 1986.
- Monte Carlo

El Saab 900 Monte-Carlo es una serie limitada reservada para la versión convertible. Presentado en 1992 en el Salón del Automóvil de Ginebra con motivo del quinto aniversario del convertible 900, se distinguió por una librea "amarillo Monte-Carlo", un color llamado así por Björn Envall haciendo referencia a una flor que crece en Montecarlo, y por una cubierta de capó característica que envolvía el asiento trasero. Impulsado por un motor turbo de 2.0 litros y 16 válvulas y equipado con todas las opciones, se construyeron 300 unidades en la planta de Valmet en Uusikaupunki.
- LUX

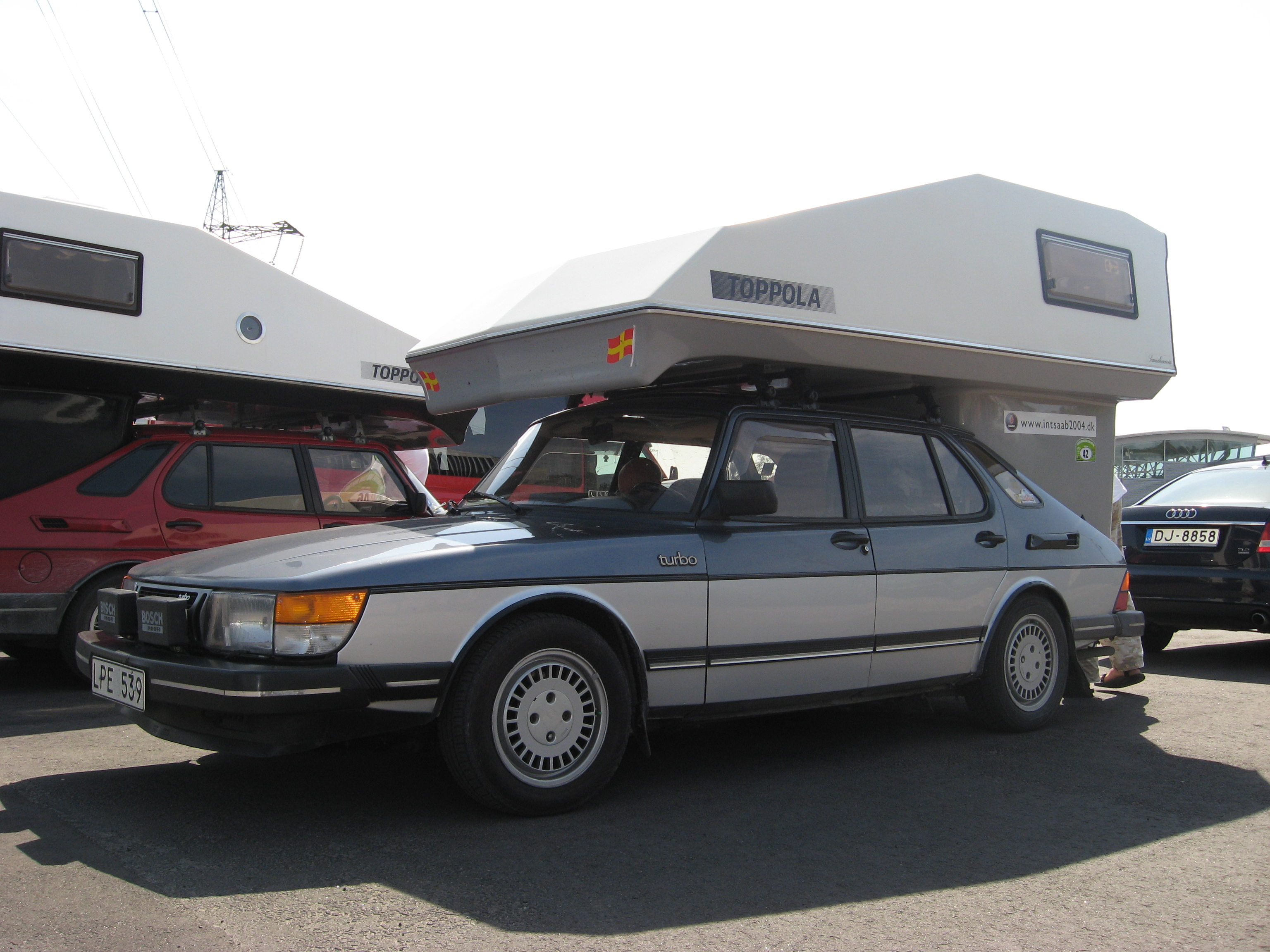
900 'Lux'con el accesorio Toppola

El Lux era una serie especial  disponible desde 1983 hasta 1984. Traía un acabado Bicolor, Azul metalizado arriba y gris abajo. Traían unas llantas conocidas como "US turbo" en Europa o el nombre original "Manhole cover". Podían traer dos tipos de volante, uno de tres puntas y otro de cuatro(El cual es mucho más raro de encontrar). Es uno de los modelos más raros de la compañía, existiendo solo unos pocos alrededor del mundo, el número de unidades producidas es desconocido.

### Convertible

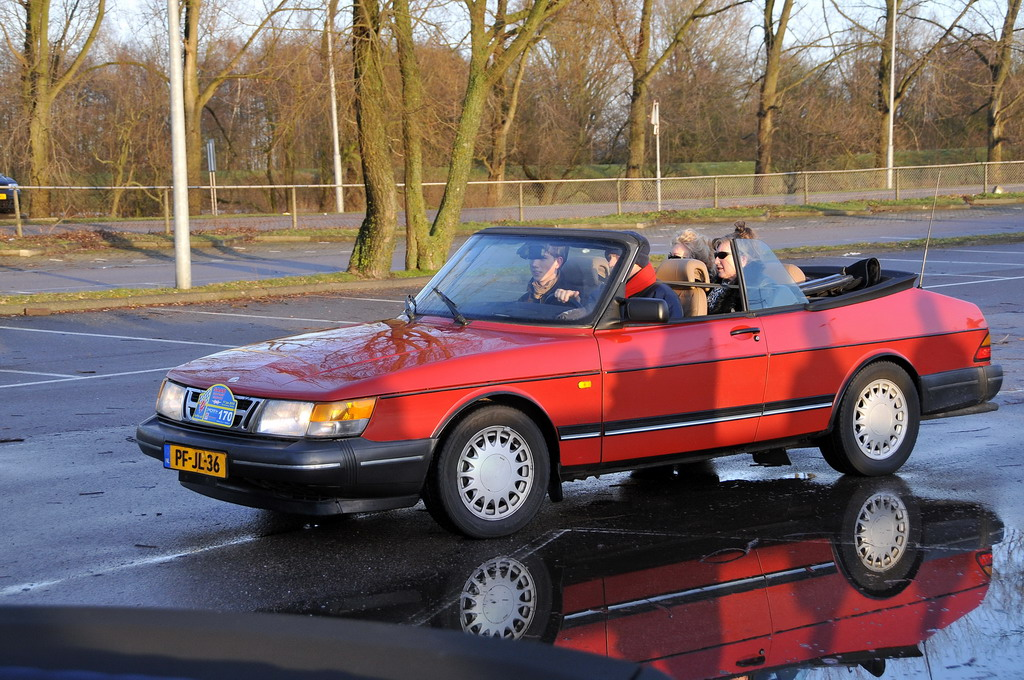
Saab 900 Turbo cabriolet

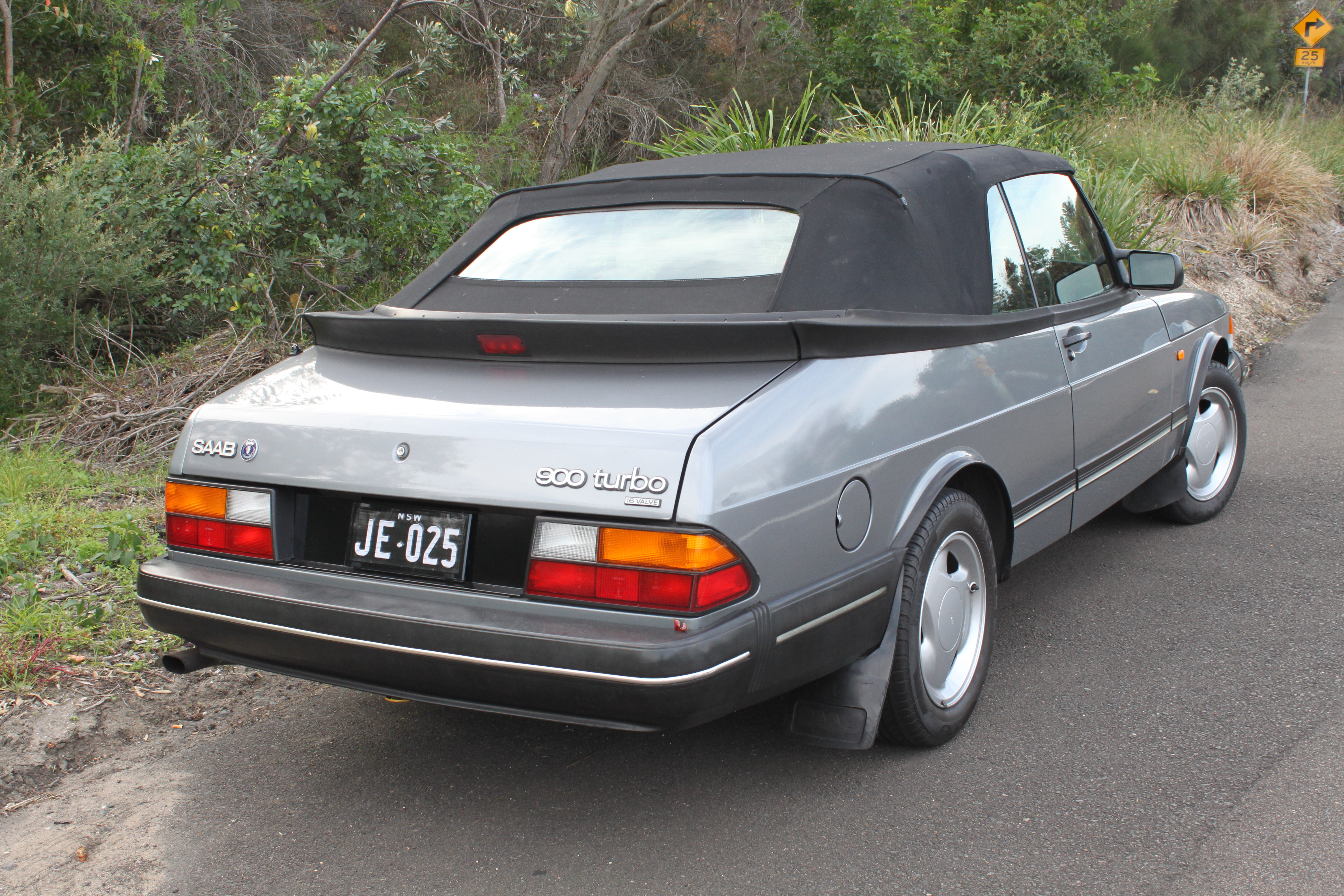
Saab 900 Turbo cabriolet

A mediados de la década de 1980, el gerente de Saab-Scania en Estados Unidos, Robert J. Sinclair, sugirió una versión cabriolet para aumentar las ventas. El primer prototipo fue construido por American Sunroof Company (ASC, ahora American Specialty Cars).
El departamento de diseño de Trollhättan, dirigido por Björn Envall, se basó en la versión de 3 puertas, mientras que la fábrica finlandesa utilizó una versión de 2 puertas más robusta que finalmente se veía mejor y fue seleccionada para la producción. No estaba previsto producir muchos, pero llegaron los pedidos y nació una leyenda.
Este nuevo modelo se presentó por primera vez en el Salón del Automóvil de Fráncfort en el otoño de 1983. El primer prototipo despertó tanto interés en abril de 1984, que Saab decidió iniciar la producción en la planta de Valmet en Finlandia. El montaje de los primeros 900 convertibles comenzó en la primavera de 1986.
El convertible solía contar con un motor turbo de 16 válvulas, pero también estaba disponible con un motor de inyección de combustible de 2.1 L.
La producción del convertible "clásico" cesó en 1994, un año después que el sedán. Se construyeron 48 894 unidades.

### James Bond
El Saab 900 Turbo es el vehículo favorito de James Bond en la mayoría de las novelas de John Gardner, de las cuales 'License Renewed' fue la primera. El 900 fue apodado "Silver Beast". Este es el automóvil personal de Bond, equipado por Communication Control Systems, Ltd. (CCS), que existe realmente.

## Segunda generación
Bajo la influencia de General Motors (GM), se introdujo en el mercado una "Nueva Generación" ya en 1994, desarrollada a partir de la plataforma GM2900 compartida con el Opel Vectra pero ligeramente modificada por los ingenieros de Saab. El convertible siguió usando el chasis "clásico" por un año más. Diseñado por el noruego Einar Hareide, a partir del prototipo EV-2 del diseñador Björn Envall, presentaba un interesante {\displaystyle C_{x}} de 0,30. Su lanzamiento industrial comenzó en Trollhättan en julio de 1993. Estaba disponible como cupé de 3 puertas, sedán de 5 puertas y convertible, en versiones S y SE.

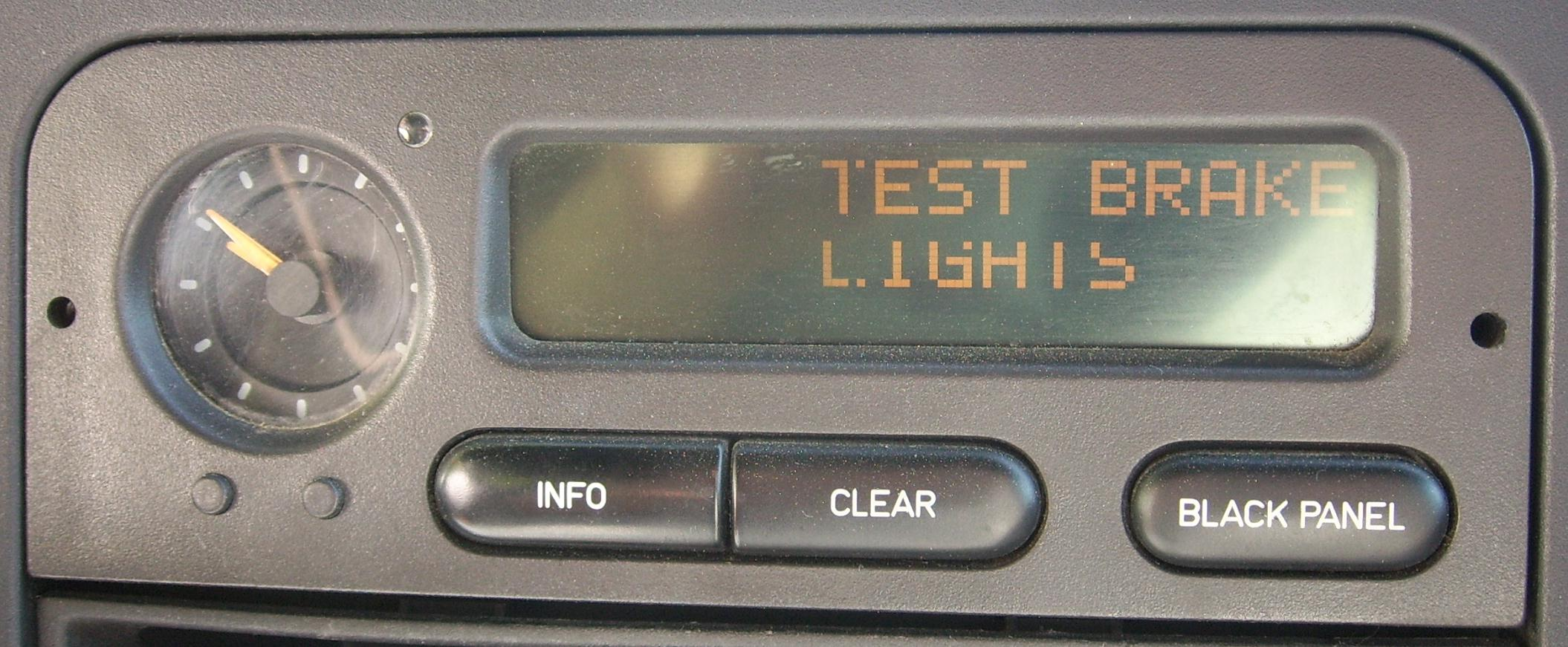
Saab Information Display

Entre otras novedades, el Saab 900 NG inauguró un ordenador de a bordo que mostraba diversa información a través de la consola central, la Saab Information Display (SID), también llamada Saab Car Computer (SCC). La pantalla rectangular se situó junto a un reloj con agujas integrado en la consola. Entre la información disponible figuraban la temperatura exterior, una alerta por el nivel de varios líquidos, el consumo medio, la distancia recorrida, el estado de las luces de freno, las estaciones de radio y la fecha. En el frontal del SID, un curioso botón señalaba la presencia de otra novedad: la función “panel nocturno”. Esta función apagaba todo el tablero, excepto el velocímetro, para reducir la distracción del conductor al conducir de noche. En caso de emergencia, los indicadores importantes se encenderían instantáneamente. Finalmente, el Saab 900 NG mantuvo esta característica desviación a la izquierda del asiento del conductor en su eje vertical, lo que permitía un acceso más fácil a los controles de la consola.

### Diseño
El diseño del Saab 900 de segunda generación intentaba combinar la personalidad del antiguo Saab 900 (parrilla característica, parte trasera inclinada) con una elegancia más acorde con los nuevos estándares. Perdió carácter y exclusividad para dirigirse a un público más amplio y menos conservador. A pesar de su popa original, un interior cómodo, bien equipado y mejor acabado, aberturas de ventilación con un mecanismo único, una robusta plataforma GM2900, el arranque colocado entre los dos asientos delanteros y un maletero enorme, se denominó “Saab General Motors”. Para los seguidores de la marca, representó una desviación del espíritu del coche anterior en su autenticidad como Saab. Sin embargo, de cara al lanzamiento del modelo 9-3 de 2002, representó a los ojos de los entusiastas de la marca el último Saab verdaderamente único en términos estilísticos, hasta la aparición de la segunda generación del Saab 9-5.

### Motores
Entre otras cosas, el 900 NG fue equipado con una adaptación del motor V6 a 54° de 3.0 litros diseñado por GM para Europa. Los motores estaban gestionados por un ECU con ignición directa Saab, control APC e inyección Bosh LH Jetronic o Saab Trionic. Sin embargo en 1996 el encendido del motor con distribuidor se reintrodujo en los motores atmosféricos de 2.0 y 2.3 litros. Las variantes turboalimentadas que impulsaban la 'nueva generación' 900 (B204) siempre utilizaron el sistema Trionic. A diferencia del 900 "clásico", el motor se montó transversalmente bajo un capó con bisagras estándar.
- 2.0i B204I 16s 130 CV (97 kW)
- 2.0i B206I 16s 133 CV (99 kW)/sin eje de equilibrio
- 2.0t B204L 16s 185 CV (136 kW)
- 2.3i B234I 16s 150 CV (110 kW)
- 2.5i B258I 24s (V6, 54°) 170 CV (130 kW)/origen GM
- 2.0t B204L 16s 185 CV (136 kW)

- Monte Carlo

Tras el 900 clásico, Saab lanzó en 1997 con ocasión del 50 aniversario de la marca el descapotable New Generation 900, esta vez en dos versiones de gama, S y SE, propulsado por un motor turbo de 2.0 litros y 16 válvulas 185 ch o por un V6 de 2.5 litros de 170 ch. Ideado como una evolución principalmente del diseño de techo abierto, la estructura de este 900 se reforzó al nivel de la base del parabrisas y de los umbrales de las puertas. El pilar A se reforzó notablemente con una sola pieza que se extendía desde el pilar del parabrisas hasta los umbrales de las puertas, a través de las bisagras. Estas modificaciones aumentaron la rigidez del chasis en un 73% en comparación con el original. Para obtener una mayor comodidad, los asientos delanteros se alargaron ligeramente y luego se remodelaron para aumentar la sujeción lateral. Versión muy lujosa, la SE incluso ofrecía un tablero en nogal de California, así como llantas Aero 16 pulgadas, frenos de gran tamaño y una caja de cambios manual optimizada.
- Talladega

Desarrollado para lograr un récord de resistencia en 1996 en el circuito norteamericano de Talladega, con una velocidad promedio de 226,40 km/h en 100 000 millas (161 000 km), solo apareció en 1997 y 1998.

## Lecturas relacionadas
- Horner, Richard. The Classic Saab 900. Amberley Publishing (2016). ISBN 978-1445653730